# Telling Lies
Telling Lies is een nummer van de Britse muzikant David Bowie, uitgebracht op zijn album Earthling uit 1997.
"Telling Lies" werd in drie verschillende versies uitgebracht op single via Bowie's officiële website vanaf 11 september 1996, waarbij drie weken lang elke week een nieuwe versie werd uitgebracht, waarmee het de eerste single was van een grote artiest die via het internet te downloaden was. Volgens persberichten werd het nummer meer dan 300.000 mensen gedownload. Twee maanden later, op 4 november, werd het nummer uitgebracht als een fysieke single.
Bowie lanceerde de single met een chatsessie op zijn website, waar hij samen met zijn gitarist Reeves Gabrels en Psychotica-frontman Pat Briggs vragen beantwoordden van het publiek. Bowie vertelde hierbij de waarheid, terwijl de andere twee, in overeenkomst met de titel van de single, leugens vertelden. Na afloop van de chatsessie werd het publiek gevraagd om te stemmen wie de echte Bowie was; de echte Bowie eindigde als derde.

## Tracklijst
- Alle nummers geschreven door Bowie.

1. "Telling Lies (Feelgood mix by Mark Plati)" - 5:07
2. "Telling Lies (Paradox mix by A Guy Called Gerald)" - 5:10
3. "Telling Lies (Adam F mix)" - 3:58

## Muzikanten
- David Bowie: zang, gitaar, saxofoon, keyboard, samples
- Reeves Gabrels: programmeren, synthesizer, echte en gesampelde gitaar, achtergrondzang
- Mark Plati: programmeren, loops, samples, keyboard
- Gail Ann Dorsey: basgitaar, achtergrondzang
- Zachary Alford: drumloops, akoestische drums, elektronische percussie
- Mike Garson: keyboard, piano